# 문효진
문효진(文孝進, 1962년 10월 17일 ~ 2008년 5월 10일)은 통일교 창시자 문선명의 장남(실제로는 3남)이다.
헤비메탈 장르의 음악을 작곡했으며 여러 장의 앨범을 발표했다.
알코올 의존증과 약물 의존증의 부작용으로 심장마비로 사망했다.